# Zemětřesení v Jün-nanu v roce 2012

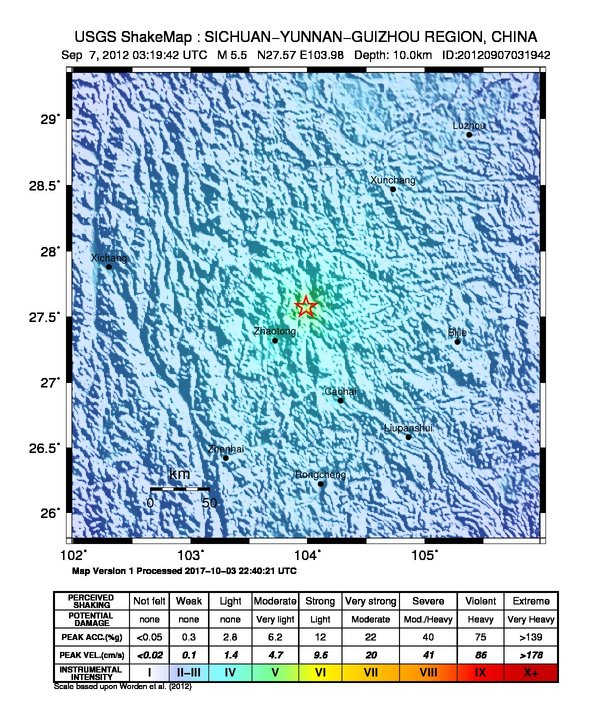
Intenzita zemětřesení v Jün-nanu v roce 2012

K řadě zemětřesení v provincii Jün-nan v Čínské lidové republice v roce 2012 došlo dne 7. září. Centrum zemětřesení bylo v okrese I-liang v prefektuře Čao-tchung. Dvě hlavní zemětřesení se odehrála v 11.19 a 12.16 místního času. Při zemětřeseních zemřelo přes osmdesát lidí a zhruba osm set bylo zraněno. Evakuováno bylo nejméně sto tisíc lidí a počet poškozených domů byl zhruba dvacet tisíc. Nepříjemným průvodním jevem byly půdní sesuvy, které také zablokovaly některé silnice.
První z velkých otřesů měl na momentové stupnici sílu 5,6 a jeho centrum bylo v hloubce 15,1 km, druhý měl sílu 5,3 a jeho centrum bylo 9,8 km hluboko. Otřesy byly cítit i v provinciích Kuej-čou, S’-čchuan a Čchung-čching.
Premiér Wen Ťia-pao se neprodleně do oblasti vydal letadlem a dle agentury Sin-chua se vyslovil pro ráznou pomoc při hledání přeživších.